# Star Trek: The Experience

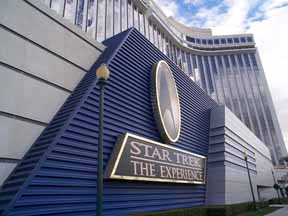
Vista esterna dell'hotel Hilton di Las Vegas

Star Trek: The Experience era un'attrazione a tema dell'hotel Hilton di Las Vegas (Nevada) basata sulla serie Star Trek. 

## Storia
Agli inizi del 2000 l'attrazione ha subito un pesante restyling ed ha riaperto con l'aggiunta del cortometraggio Borg Invasion 4-D: con l'utilizzo delle ultime tecnologie lo spettatore è coinvolto in un incontro con i Borg, mortali nemici della Federazione Unita dei Pianeti. Gli effetti speciali sono basati su una platea ed una scenografia dinamiche e sui classici occhiali 3-D.
Protagonisti del film sono l'ammiraglio Janeway, il Dottore e la regina Borg.
Non è più presente all'hotel Hilton di Las Vegas dal 1º settembre 2008.